# Comitatul Mohave, Arizona
Comitatul Mohave, conform originalului din engleză, Mohave County (cod FIPS, 04-013), este unul din cele 15 comitate ale statului american Arizona, fiind situat în partea central-estică a statului arizonian. Conform datelor statistice ale recensământului din anul 2000, furnizate de United States Census Bureau, populația sa totală era de 155.032 locuitori.  O estimare din anul 2007 a ajuns la concluzia că populația comitatului a crescut semnificativ în 7 ani, ajungând la 194.944 de locuitori.
Înființat în 1864, comitatul se află în extremitatea nord-vestică a statului Arizona. Sediul comitatului este orașul Kingman.

## Geografie
Conform datelor statistice furnizate de United States Census Bureau, comitatul are o suprafață totală de 34.886 km2 (sau de 13,468 mile patrate), dintre care 34.477 km2 (sau 13,312 square miles) este uscat și doar 1.17 % (409 km2 sau 158 square miles) este apă.

### Comitate învecinate
- Comitatul Washington, Utah, la nord
- Comitatul Kane, Utah, la nord-est
- Comitatul Coconino, Arizona, la est
- Comitatul Yavapai, Arizona, la est
- Comitatul La Paz, Arizona
- Comitatul San Bernardino, California, la sud-vest
- Comitatul Clark, Nevada, la vest
- Comitatul Lincoln, Nevada, la nord-vest

### Drumuri importante
- Interstate 40
- U.S. Route 60
- U.S. Route 64
- U.S. Route 180
- U.S. Route 191
- State Route 64
- State Route 260
- State Route 264

## Educație
Următoarele districte școlare deservesc Comitatul Mohave.

## Demografie
|  | Graficele sunt indisponibile din cauza unor probleme tehnice. Mai multe informații se găsesc la Phabricator și la wiki-ul MediaWiki. |

Date: Wikidata - grafică realizată de Wikipedia